# 布伦丹·汉森
布伦丹·汉森（英語：Brendan Hansen，1981年8月15日—），美國游泳運動員，擅長蛙泳。他是奧林匹克運動會獎牌得主以及多項世界紀錄保持者。

## 經歷
2004年他在美國奧林匹克運動會遴選賽中打破100米及200米蛙泳的世界紀錄。在2004年夏季奧林匹克運動會中出戰兩項蛙泳比賽中均敗於日本的北島康介之下。不過在4x100米混合接力中協助美國隊奪得一面金牌。2005年，在100米蛙泳、200米蛙泳及4x100米混合接力中奪得金牌。
2008年，汉森只能參與男子100米蛙泳及4x100米混合接力。在100米蛙泳與獎牌無緣，只能得第四。

## 外部連結
- 美國奧林匹克委員會資料 （页面存档备份，存于）